# Francia en la Copa Mundial de Rugby de 2019
La Selección de rugby de Francia es una de los 20 países participantes de la Copa Mundial de Rugby de 2019 que se realiza en Japón.

## Búnker
Francia concentra en ?.

## Plantel
Brunel anunció el 2 de septiembre la lista de los 31 convocados.
|                            | Jugador               | Edad    | Posición      | Tests | Equipo                    |
| -------------------------- | --------------------- | ------- | ------------- | ----- | ------------------------- |
| Hookers y Pilares          |                       |         |               |       |                           |
|                            | Cyril Baille          | 31 años | Pilar         | 13    | Stade Toulousain          |
|                            | Demba Bamba           | 26 años | Pilar         | 6     | Lyon Olympique            |
|                            | Camille Chat          | 29 años | Hooker        | 22    | Racing 92                 |
| 2                          | Guilhem Guirado       | 38 años | Hooker        | 70    | Montpellier Hérault Rugby |
|                            | Peato Mauvaka         | 28 años | Hooker        | 1     | Stade Toulousain          |
| 1                          | Jefferson Poirot      | 32 años | Pilar         | 29    | Union Bordeaux Bègles     |
|                            | Emerick Setiano       | 28 años | Pilar         | 3     | Rugby-Club Toulonnais     |
| 3                          | Rabah Slimani         | 35 años | Pilar         | 53    | ASM Clermont Auvergne     |
| Segundas líneas            |                       |         |               |       |                           |
| 4                          | Paul Gabrillagues     | 31 años | Segunda línea | 13    | Stade Français Paris      |
| 5                          | Sébastien Vahaamahina | 33 años | Segunda línea | 42    | ASM Clermont Auvergne     |
| Alas y Octavos             |                       |         |               |       |                           |
|                            | Gregory Alldritt      | 27 años | Octavo        | 7     | Stade Rochelais           |
|                            | Yacouba Camara        | 30 años | Ala           | 15    | Montpellier Hérault Rugby |
| 6                          | Arthur Iturria        | 30 años | Ala           | 13    | ASM Clermont Auvergne     |
|                            | Wenceslas Lauret      | 36 años | Ala           | 24    | Racing 92                 |
|                            | Bernard Le Roux       | 35 años | Octavo        | 33    | Racing 92                 |
| 7                          | Charles Ollivon       | 31 años | Ala           | 8     | Rugby-Club Toulonnais     |
| 8                          | Louis Picamoles       | 39 años | Octavo        | 79    | Montpellier Hérault Rugby |
| Medios scrums              |                       |         |               |       |                           |
|                            | Antoine Dupont        | 28 años | Medio scrum   | 17    | Stade Toulousain          |
|                            | Maxime Machenaud      | 36 años | Medio scrum   | 36    | Racing 92                 |
| 9                          | Baptiste Serin        | 30 años | Medio scrum   | 30    | Rugby-Club Toulonnais     |
| Aperturas y Centros        |                       |         |               |       |                           |
| 12                         | Gaël Fickou           | 30 años | Centro        | 48    | Stade Français Paris      |
| 13                         | Wesley Fofana         | 37 años | Centro        | 48    | ASM Clermont Auvergne     |
| 10                         | Camille López         | 35 años | Apertura      | 24    | ASM Clermont Auvergne     |
|                            | Romain Ntamack        | 25 años | Apertura      | 8     | Stade Toulousain          |
|                            | Virimi Vakatawa       | 32 años | Centro        | 18    | Racing 92                 |
| Fullbacks y Wings          |                       |         |               |       |                           |
| 11                         | Sofiane Guitoune      | 35 años | Wing          | 7     | Stade Toulousain          |
| 14                         | Yoann Huget           | 37 años | Wing          | 59    | Stade Toulousain          |
|                            | Damian Penaud         | 28 años | Wing          | 13    | ASM Clermont Auvergne     |
| 15                         | Maxime Médard         | 38 años | Fullback      | 59    | Stade Toulousain          |
|                            | Alivereti Raka        | 30 años | Wing          | 2     | ASM Clermont Auvergne     |
|                            | Thomas Ramos          | 29 años | Fullback      | 7     | Stade Toulousain          |
| Entrenador: Jacques Brunel |                       |         |               |       |                           |

## Participación
Integra el Grupo C, llamado el De la muerte, junto a las Águilas, La Rosa, los Pumas y Tonga. Francia siempre pasó esta etapa, por lo que una eliminación sería inédita y supondría un fracaso histórico.
| Posición | Selección      | Partidos | Partidos | Partidos  | Partidos | Tries a favor | Tantos  | Tantos    | Tantos     | Puntos extra | Puntos |
| Posición | Selección      | jugados  | ganados  | empatados | perdidos | Tries a favor | a favor | en contra | diferencia | Puntos extra | Puntos |
| -------- | -------------- | -------- | -------- | --------- | -------- | ------------- | ------- | --------- | ---------- | ------------ | ------ |
| 1        | Francia        | 1        | 1        | 0         | 0        | 2             | 23      | 21        | 21         | 0            | 4      |
| 2        | Argentina      | 1        | 0        | 0         | 1        | 2             | 21      | 23        | - 2        | 1            | 1      |
| 3        | Inglaterra     | 0        | 0        | 0         | 0        | 0             | 0       | 0         | 0          | 0            | 0      |
| 4        | Estados Unidos | 0        | 0        | 0         | 0        | 0             | 0       | 0         | 0          | 0            | 0      |
| 5        | Tonga          | 0        | 0        | 0         | 0        | 0             | 0       | 0         | 0          | 0            | 0      |

| 21 de septiembre de 2019, 16:15 | Francia | 23 – 21 | Argentina | Estadio Ajinomoto, Tokio                                  |                                                           |
|                                 | Tries: Fickou 17' Dupont 21' Conversiones: Ntamack (2) 18', 22' Penales: Ntamack (2) 29', 40' Drop: López 69' | Reporte | Tries: Pagadizábal 41'c Montoya 51'm Conversiones: Sanchez(1/2) 42' Penales: Sanchez(1/1) 14' Urdapilleta(2/2) 60', 68' | Asistencia: 44.004 espectadores Árbitro(s): Angus Gardner | Asistencia: 44.004 espectadores Árbitro(s): Angus Gardner |